# Bahaeddin Şakir
Behaeddin Şakir o Bahaeddin Shakir (in turco ottomano بهاءالدین شاکر ; in turco: Bahattin Şakir (Sliven, 1874 – Berlino, 17 aprile 1922) è stato un politico ottomano.
Esponente della destra, è stato uno degli artefici del genocidio armeno.
È stato membro fondatore del Comitato di Unione e Progresso (CUP), che ha trasformato in un partito politico, e direttore dello Shuraï-Ummett, un giornale che sosteneva il Comitato. Durante la prima guerra mondiale fece parte della guida dell'Organizzazione Speciale (Teşkilât-ı Mahsusa). Alla fine della guerra fu arrestato insieme ad altri membri del CUP, inizialmente da una corte locale marziale ottomana e poi dal governo britannico. Venne quindi esiliato a Malta in attesa del processo militare per crimini contro l'umanità. Tuttavia le accuse non si concretizzarono e fu successivamente scambiato dalla Gran Bretagna con gli ostaggi detenuti dalle forze nazionaliste turche.

## Biografia
Dopo essersi diplomato alla Scuola di Medicina Militare come capitano medico nel 1894, Şakir studiò giurisprudenza medica in Francia. Nel 1900 divenne assistente medico giudiziario presso la stessa scuola. Con il dottor Mustafa Hayrullah (Diker), divenne pioniere di questo campo di ricerca. Şakir fu anche medico privato di Şehzade Yusuf İzzeddin, oltre al suo incarico in ospedale. Stabilì relazioni con Ahmed Rıza e i membri del Comitato Unione e Progresso (CUP). Per questo fu esiliato a Erzincan. Lì Şakir fu arrestato quando le autorità scoprirono che aveva inviato aiuti al comitato e lo esiliarono a Trebisonda. Nel 1905 fuggì in Egitto e da lì a Parigi. Nella capitale francese incontrò il dottor Nazım e riallacciò i rapporti con Rıza. In esilio scrisse articoli su Şura-yı Ümmet, un giornale che era un portavoce del CUP.
Şakir fu determinante nel far rinascere il CUP all'interno dell'Impero Ottomano (all'inizio del XX secolo era un'organizzazione di intellettuali in esilio). Nel 1906 fu fondata la Società Ottomana per la Libertà, che si fuse con la CUP nel 1907 e ne divenne il centro interno per l'attività rivoluzionaria.
Dopo la proclamazione della Seconda Monarchia Costituzionale nel 1908, Şakir tornò a Costantinopoli e al suo precedente incarico presso la Scuola di Medicina Militare. Scrisse il primo testo di medicina legale in Turchia, protetto da copyright. Divenne professore della materia alla Facoltà di Medicina di Haydarpaşa, istituita nel 1909 con la fusione delle scuole di medicina militari e civili. L'anno successivo, Şakir fu eletto secondo direttore della facoltà di medicina. Continuò a scrivere per lo Şura-yı Ümmet. Nel frattempo, continuò a fare giornalismo criticando aspramente i suoi avversari nei suoi libri non firmati intitolati Ali Kemal Davası (Il caso di Ali Kemal) e "Kanuni Esasimizi İhlal Edenler" (Gli oppositori della nostra Costituzione).
Şakir lavorò come medico capo nell'ospedale di Adrianopoli durante l'assedio dei bulgari nella prima guerra balcanica. Fu catturato e poi rilasciato dopo la resa della città.
Fu poi nominato capo del dipartimento politico dell'organizzazione segreta Teşkilât-ı Mahsusa (Organizzazione Speciale), fondata nel 1913. Nello stesso anno fu nominato membro della Direzione di Medicina Legale, istituita sotto la Direzione Generale della Sanità.

### Genocidio armeno
Şakir propose le deportazioni come soluzione alla "questione armena" nel congresso del CUP del 1910. Nel 1915 fu in grado di mettere alla prova la sua visione. Come figura centrale dell'Organizzazione Speciale, Şakir fu determinante per l'applicazione della legge Tehcir. Per questo è stato definito "uno degli architetti" del genocidio armeno. Halil Berktay scrive che i governatori locali si opponevano agli ordini di deportazione di Şakir e ne chiedevano l'arresto. I dissidenti venivano di solito rimpiazzati da integralisti unionisti; a volte due volte, se il rimpiazzo non era clemente. Şakir fu coinvolto nella sottomissione e nella deportazione della popolazione armena ad Ardanuç, dove era a capo dell'Organizzazione Speciale, e ad Ardahan nel 1914.
Il 3 marzo 1915, Şakir inviò una lettera in cui affermava:
Sulla base di questa lettera, lo storico turco Taner Akçam ha concluso che il genocidio armeno doveva essere stato ordinato prima di quella data.

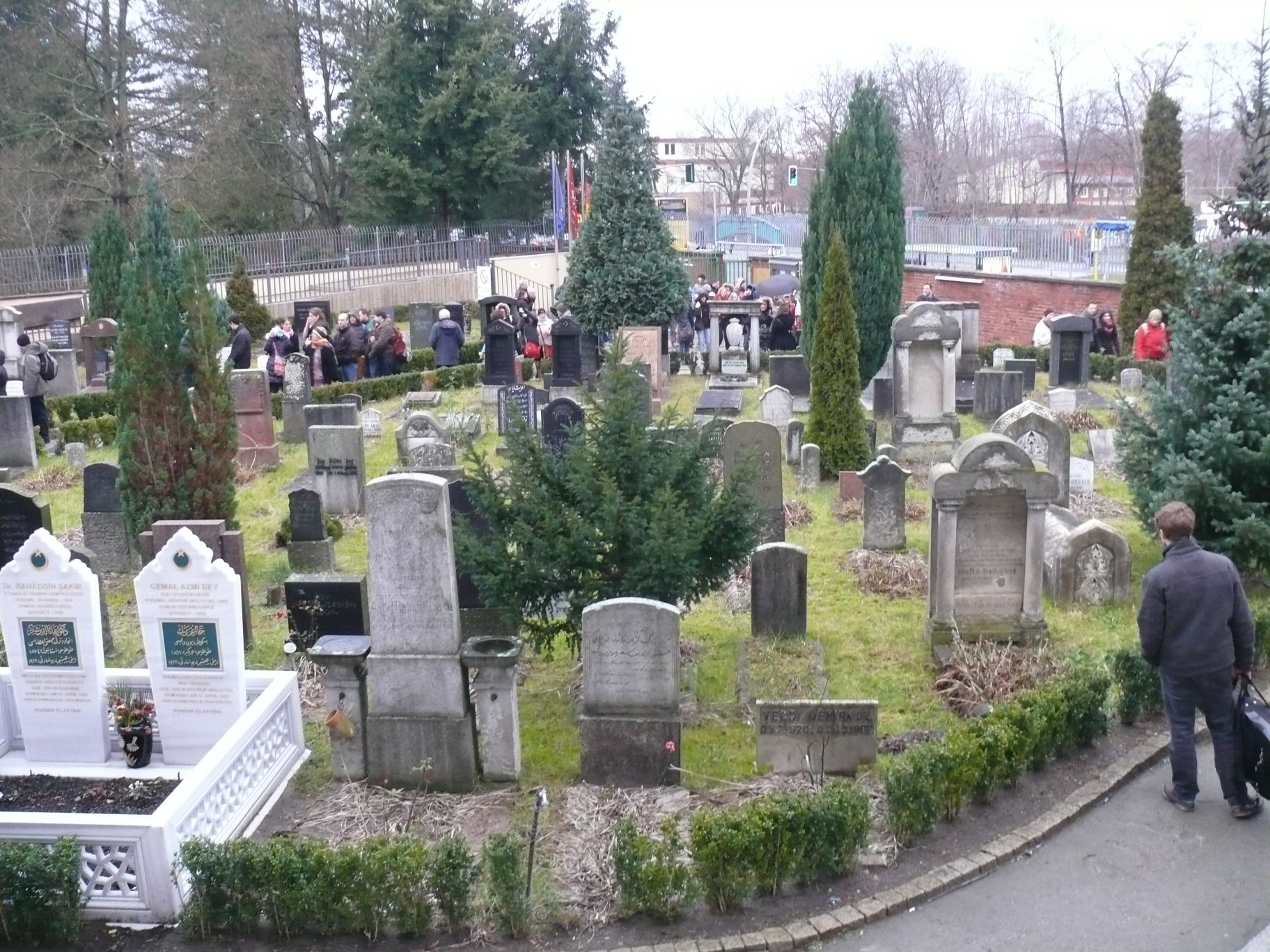
Tombe degli autori del genocidio armeno Şakir e Cemal Azmi nel cimitero della moschea di Şehitlik a Berlino (primo piano a sinistra).

Behaeddin Shakir era una figura centrale del Teşkilat-i Mahsusa (Organizzazione speciale) ed è stato descritto come "uno degli artefici del genocidio armeno". Ciò a volte è usato come prova di un genocidio organizzato dallo Stato attraverso l'applicazione della legge Tehcir. Halil Berktay afferma che gli amministratori locali si opponevano agli ordini di espulsione di Behaeddin Shakir e chiedevano il suo arresto. I dissidenti erano solitamente sostituiti da figure intransigenti e in taluni casi anche due volte se la sostituzione non era conforme. Fu coinvolto nella sottomissione e deportazione della popolazione armena ad Ardanuç, dove era a capo dell'Organizzazione Speciale, e ad Ardahan nel 1914.
Nel 1916 Şakir e il governatore provinciale Ahmed Muammer Bey diedero ordine di giustiziare un battaglione di lavoro di 2.000 soldati turchi armeni. Il generale Wehib Pasha, indignato per il massacro, ordinò la corte marziale per Kör Nuri, il comandante della gendarmeria responsabile dei battaglioni di lavoro, e Çerkez Kadir, il capo brigante che aveva eseguito le uccisioni. Entrambi furono impiccati. Vehib tentò di portare Şakir e Muammer davanti alla corte marziale. Tuttavia, Şakir sfuggì all'arresto e Muammer fu trasferito fuori dalla giurisdizione di Vehib.

### Il dopoguerra
Con la resa dell'Impero Ottomano, Şakir fuggì a Berlino via Sebastopoli su una torpediniera tedesca insieme a Enver Pascià, Ahmed Cemal Pascià, Talat Pascià e altri quattro unionisti di alto rango. In contumacia fu processato dal tribunale soprannominato "Nemrut Mustafa Divan" e fu condannato a morte per aver mosso guerra e massacrato gli armeni. Da Berlino, Şakir, Cemal ed Enver si recarono a Mosca per ottenere l'assistenza bolscevica ai turchi nella loro guerra per l'indipendenza.
Il viaggio fu travagliato. Il loro primo volo decollò dal confine tedesco e si schiantò alla periferia di Kaunas, in Lituania. Fortunatamente per i due non furono riconosciuti dai giornalisti o dalle forze alleate di stanza lì fino a quando non furono in procinto di partire. Anche il volo di ritorno per Berlino si schiantò. L'insistenza di Enver per arrivare a Mosca in aereo costò loro un altro incidente aereo durante le prove di volo. Alla fine Cemal Pascià li raggiunse a Berlino e, utilizzando un aereo che aveva superato con successo i test di volo, partirono nuovamente per Mosca. Ma sentendo strani rumori dal motore, Enver chiese al pilota di tornare indietro e l'aereo si disintegrò all'atterraggio. Mentre Enver era determinato a fare un'entrata in grande stile dal cielo, Şakir e Cemal rinunciarono e si unirono a un convoglio di prigionieri di guerra russi diretti in patria. Dopo altre peripezie Enver li incontrò finalmente a Mosca dove alla fine era arrivato via terra.
Şakir partecipò al Congresso dei Popoli dell'Oriente, che si tenne a Baku nel settembre 1920. Fu il rappresentante a Baku dell'Unione delle Società Rivoluzionarie Islamiche (İslam İhtilal Cemiyetleri İttihadı). Dopo aver partecipato al congresso dell'organizzazione tenutosi a Mosca nella primavera del 1921, tornò in Germania.

### L'assassinio
Nell'autunno del 1919, la Federazione rivoluzionaria armena (ARF) decise di punire gli esecutori del genocidio armeno. Durante l'operazione Nemesis, Aram Yerganian e Arshavir Shirakian ricevettero il compito di assassinare Cemal Azmi e Shakir che si trovavano entrambi a Berlino. Il 17 aprile 1922, Shirakian e Yerganian incontrarono Azmi e Şakir che camminavano con le loro famiglie lungo la Uhlandstraße. Shirakian riuscì a uccidere Azmi e ferire Shakir. Yerganian corse immediatamente dietro a Shakir e lo uccise con un colpo alla testa. Gli assassini non furono arrestati.
Şakir e Azmi furono sepolti nel cimitero della moschea di Şehitlik a Berlino.
Nel 1926 la Repubblica di Turchia concesse alle famiglie dei caduti dell'Operazione Nemesis una pensione.